# UFC Fight Night: Manuwa vs. Anderson
UFC Fight Night: Manuwa vs. Anderson (também conhecido como UFC Fight Night 107) foi um evento de artes marciais mistas (MMA) produzido pelo Ultimate Fighting Championship, realizado no dia 18 de março de 2017, na The O2 Arena, em Londres, Inglaterra.

## Background
Este evento era esperado para ser o UFC Fight Night 108, mas o UFN 106, inicialmente planejado em Las Vegas, Nevada, nunca se materializou, provocando a mudança nos números.
Uma luta no peso-meio-pesado entre Jimi Manuwa e o vencedor do The Ultimate Fighter: Team Edgar vs. Team Penn, também no peso-meio-pesado, Corey Anderson, será a luta principal do evento.
Brad Pickett enfrentaria Henry Briones, sendo esta sua luta de aposentadoria. No entanto, Briones retirou-se da luta uma semana antes do evento, e foi substituído por Marlon Vera. Devido ao curto prazo de preparação para Vera, a luta será realizada em peso-casado de 140 lbs (63,5 kg).
Veronica Macedo enfrentaria Lina Länsberg no evento. No entanto, Macedo saiu da luta em 28 de fevereiro. Ela foi substituída pela novata na promoção, Lucie Pudilova. Será uma revanche, visto que as lutadoras se enfrentaram pela primeira vez em 2015, quando Länsberg venceu por decisão unânime, na Battle of Botnia 2015, na Suécia.
Na pesagem, Ian Entwistle bateu 139 libras (63 kg), três libras acima do limite do peso-galo, de 136 lbs (61,7 kg). Como resultado, ele foi multado em 20% de sua bolsa, que irá para o seu adversário, Brett Johns, e a luta irá prosseguir como programada, mas em peso-casado. Entretanto, no dia da luta, Entwistle teve complicações com o corte de peso e saiu do combate, com isso, a luta foi cancelada.
Momentos antes do evento começar, Tom Breese foi considerado inapto para lutar e a luta contra Oluwale Bamgbose foi cancelada.

## Bônus da Noite
- Luta da Noite: Não houve lutas premiadas.
- Performance da Noite:  Jimi Manuwa,  Gunnar Nelson,  Marlon Vera e  Marc Diakiese